# Friedrich Reinhold Kreutzwald
Friedrich Reinhold Kreutzwald (nascut el 26 de desembre del 1803 a Kadrina - mort el 25 d'agost del 1882 a Tartu) fou un escriptor i metge estonià, conegut especialment per ser l'autor del Kalevipoeg.
Conegut com el Pare del cant és el primer gran escriptor de la literatura estoniana. Va contribuir de manera important al despertar nacional (Ärkamisaeg en estonià) d'Estònia.
Es graduà en medicina a la Universitat de Tartu.

## Obres
- Els antics contes del poble estonià, 1866.
- Kalevipoeg